# RTVE Canarias
RTVE Canarias est un centre de production de Radiotelevisión Española situé aux Îles Canaries. Il se charge de la production d'émissions locales, retransmises sous forme de décrochages sur La 1 et La 2 (journaux télévisés régionaux, reportages, programmes culturels...). Le centre est inauguré en 1964, et fonctionne de façon autonome jusqu'en 1971. De fait, à cette époque, en raison de la distance, les émissions de La 1 sont enregistrées à Madrid et envoyées par cassettes vidéo aux Canaries, où elles sont diffusées avec un jour de retard. Quant à La 2, elle n'est reprise aux Canaries qu'en 1982. En raison de ces contraintes techniques, RTVE Canarias développe une programmation propre, faite de nombreuses émissions produites localement.
Actuellement, RTVE Canarias se compose de deux centres de productions à Las Palmas de Grande Canarie et à Santa Cruz de Tenerife, et de plusieurs rédactions locales sur les cinq autres îles des Canaries. Les programmes régionaux les plus connus les informations régionales (baptisés Telecanarias) et dess émissions folkloriques comme Tenderete. Le siège de RTVE aux Canaries est à Las Palmas de Gran Canaria, bien que jusqu'à ce que les années 90, étais à Santa Cruz de Tenerife.

### Sources
- (es) Cet article est partiellement ou en totalité issu de l’article de Wikipédia en espagnol intitulé « RTVE Canarias » (voir la liste des auteurs).